# 法勝寺
法勝寺（ほっしょうじ）は、平安時代から室町時代まで平安京の東郊、白河にあった仏教の寺院である。白河天皇が1076年（承保3年）に建立した。院政期に造られた六勝寺の一つで、六つのうち最初にして最大の寺である。皇室から厚く保護されたが、応仁の乱以後は衰微廃絶した。

## 歴史

### 創建
法勝寺の地は藤原氏の別荘地（白河別業）だったが、藤原師実が白河天皇に献上した。天皇はこの地に寺院を造ることを決め、1075年（承保2年）に造営を始め、以後長期にわたって多数の建物を造った。1077年（承暦元年）に毘廬舎那仏を本尊とする金堂の落慶供養が執り行われた。1083年（永保3年）に高さ約80メートルとされる八角九重塔と愛染堂が完成した。高い九重の塔は京に東から出入りする人から良く見えたという。
白河天皇は「神威を助くるものは仏法なり。皇図を守るものもまた仏法なり」の見地から、仏法を保護し統治した伝説上の金輪聖王（転輪聖王）にならい法勝寺を建立した。代々の天皇の尊崇を受けた法勝寺を、後に慈円は「国王の氏寺」と呼んだ。「国王の氏寺」とは単なる「家」としての天皇家の氏寺という意味だけでなく、太政官機構の頂点に位置する"日本国の王"の寺院でもあった。
白河には他にも次々と寺院が作られ、総称して六勝寺と呼ばれた。法勝寺は六勝寺のうち最初にして最大のものであった。なお白河天皇は譲位を経て、1096年（嘉保3年）に出家し法皇となった。

### 平安時代
1185年（文治元年）に発生した文治地震により被害。『百錬抄』では阿弥陀堂が倒壊、九重塔（後述）が破損、三面の築垣がことごとく倒壊したことが記録されている。

### 鎌倉・南北朝時代
1208年（承元2年）5月15日に塔が落雷で焼失したが、このときは栄西が大勧進になって再建した。
1326年（嘉暦元年）、後醍醐天皇の命を受けた円観（恵鎮）が再び勧進職となり同寺の再興に務め、その功績によってそのまま住持となる。だが、南北朝時代の1342年4月25日（暦応5年/興国3年3月20日）に火災にあって寺の南半分が失われる。北朝は再度円観を勧進職とするが、7年後の1349年11月25日（貞和5年10月15日）に再度火災にあって残りの北半分も失われたため、翌年に円観は勧進職を辞するが引き続き住持の立場で再建に尽力した。だが、「国王の氏寺」と呼ばれた姿は全く失われて、以後恵鎮門流・あるいは黒谷流などと呼ばれた天台宗の一分派の拠点である小寺院に転落する。とはいえ、円観と法勝寺を継承した門人の惟賢の元で延暦寺と一線を画して独自の戒牒を発行するなどの活動を見せている。

### 室町・戦国時代
しかし、円観・惟賢死後には再び衰退を見せ始め、室町時代前半の官人だった中原康富『康富記』1418年9月18日（応永25年8月18日）条にはその荒廃の様子が描かれている。それに追い討ちをかけたのが、相次ぐ戦乱であった。応仁の乱最中の1468年8月21日（応仁2年8月4日）の西軍による岡崎攻撃によって青蓮院などとともに焼失、更にその再建がままならないままの1531年2月8日（享禄4年1月21日）には今度は管領の座を巡る細川高国と細川晴元の戦いに巻き込まれて再度焼失した。

### 終焉
山科言継の『言継卿記』によれば、1535年（天文4年）の豊楽門院逝去の際には法勝寺において供養の読経が行われているが、その後の活動は殆ど知られず、1562年（永禄5年）を最後に法勝寺名義の戒牒が途絶え、1571年（元亀2年）に法勝寺領押領を禁じる綸旨が出されたのを最後に記録から姿を消す。そして1590年（天正18年）に勅命によって同じ円観門流に属していた近江国坂本西教寺に併合された。そのため、この間の19年間に事実上の廃寺になっていたと考えられている。

### その後

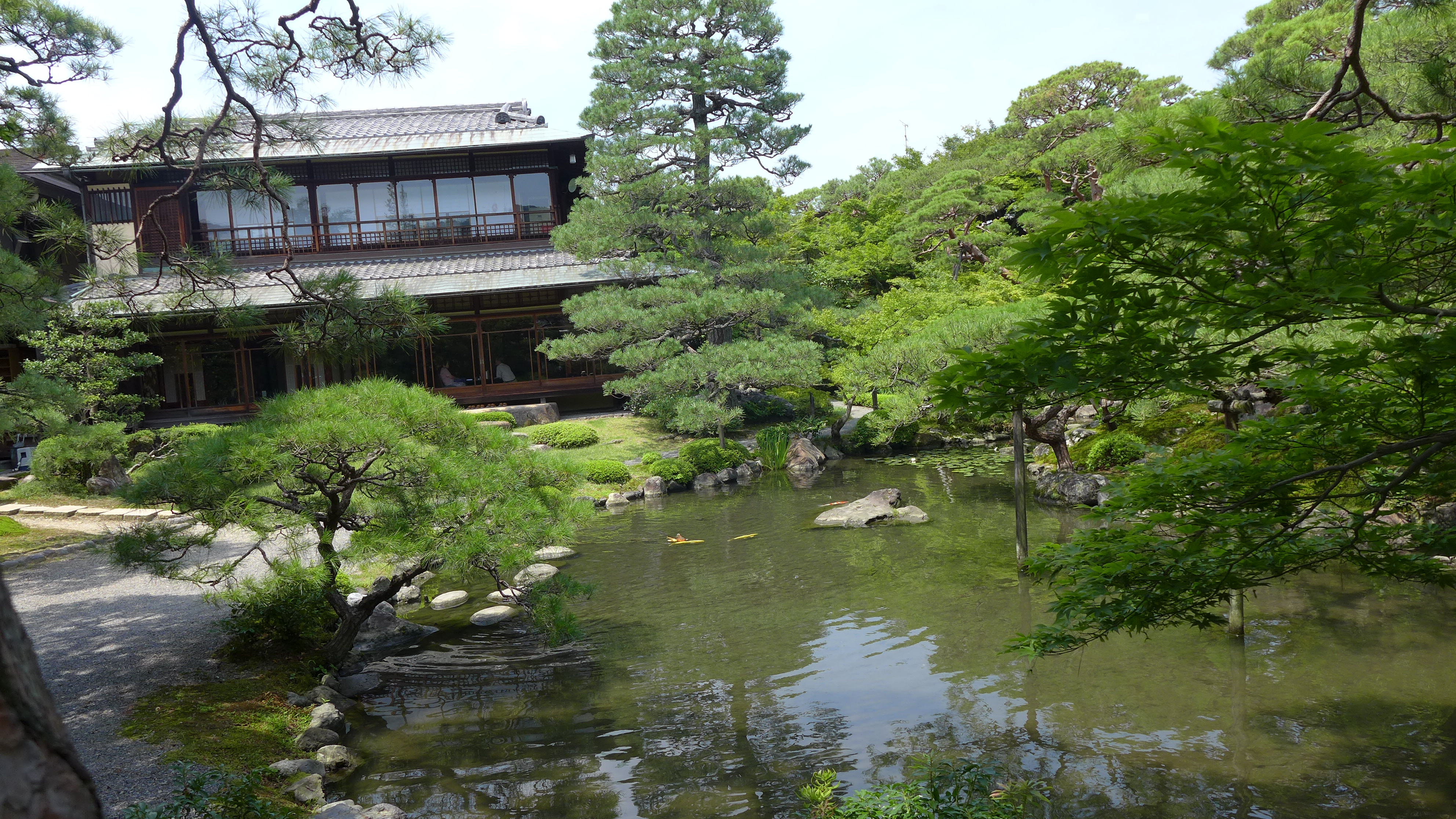
法勝寺跡の一部の敷地に存在する京都白河院の庭園。池泉回遊式の山水庭園で京都市指定名勝。

1919年（大正8年）、法勝寺跡の一部の敷地に、庭師・植治こと7代目小川治兵衛の作庭による池泉廻遊式庭園と、建築家・武田五一の設計による洋館と和館が作られた。2014年現在、日本私立学校振興・共済事業団が運営する旅館、京都白河院として「白河」の名前を残している。庭園は1993年（平成5年）に京都市指定名勝に選ばれた。

## 伽藍
二条大路を鴨川を越えて東に行った先に天皇の正式な入場門である西大門があった。 寺域は東西二町、南北三町に及ぶ。1077年（承暦元年）に金堂、講堂、阿弥陀堂、法華堂などが建立された。 金堂は現在の東大寺大仏殿にも匹敵する規模で南に広大な池と中島があった。 金堂には三丈二尺(約10m)の毘盧遮那仏を中心に胎蔵界五仏を揃えていた。 のちに金堂の南の池の中島に八角九重塔が建立されるが、金堂、塔、南大門が一直線に並ぶ様は四天王寺のような古代的な構成と言える。 八角九重塔には大日如来を中心に金剛界五仏が安置され、金堂と合わせて両界曼荼羅の世界を創り出していた。 また、塔が池の中島に建つという点も特異である。

## 八角九重塔

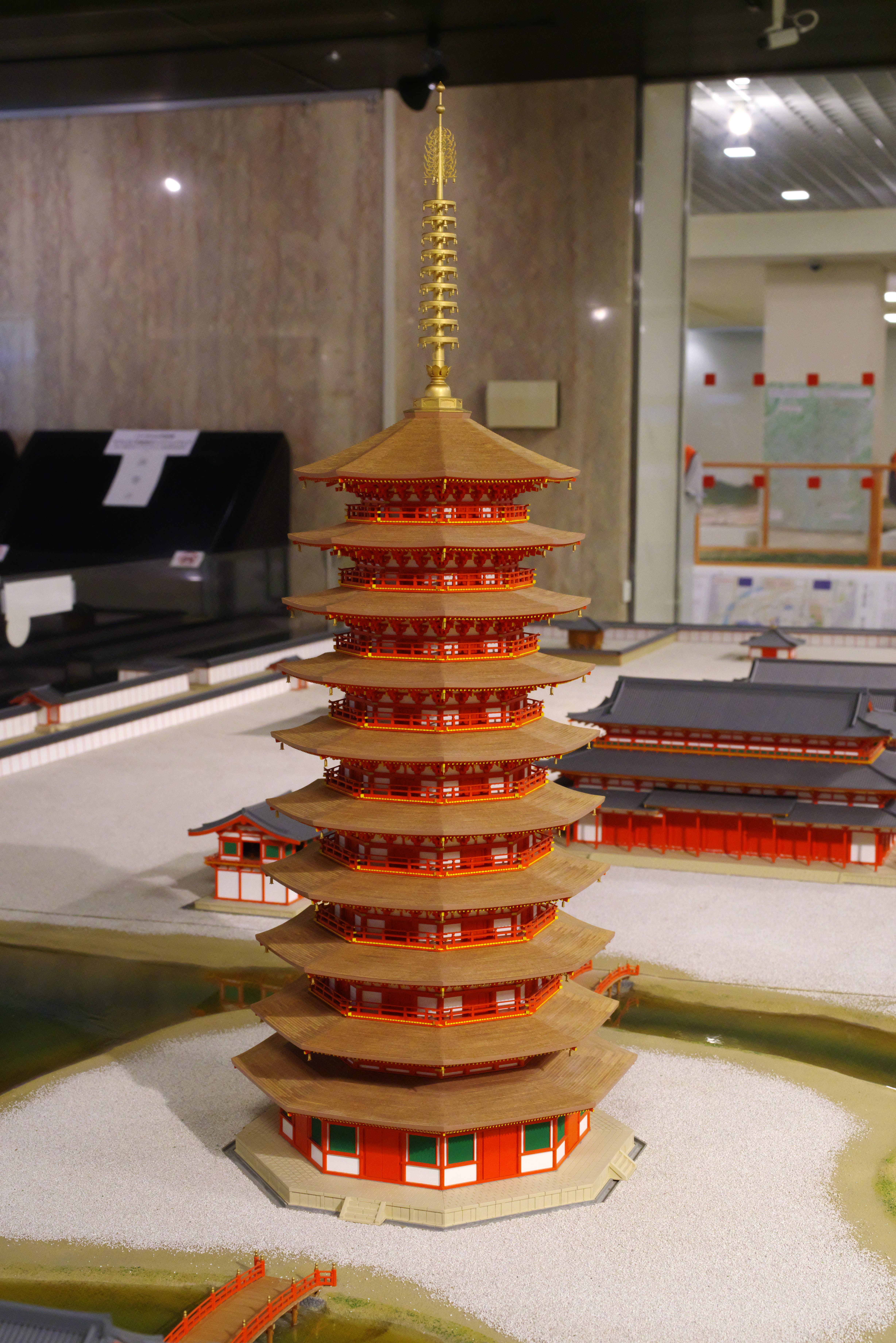
法勝寺九重塔模型（京都市平安京創生館）

境内にあった八角形の九重の塔で、1340年（暦応3年）の記録では、高さは二七丈（約81m）であったとされる。
屋根は十重あるが、初重は裳階なので数えない。現在の京都市動物園内の観覧車がある所に建立されていた。
塔の造営は創建から遅れる事4年後に始まり、僅か2年後の1083年（永保3年）に落慶した。九重塔はこれのほかには百済大寺のものしか知られていない。また八角平面の塔は現存する安楽寺三重塔を含め、4例ほどとされる。また記録などから、一般的な多層塔と異なり、上層に昇れる構造であった可能性が指摘されている。建立以来、落雷や地震により度重なる被害を受けていたが、1208年（承元2年）に落雷によって焼失。5年後に栄西によって再建されるが、1342年（康永元年）に近隣からの延焼により再び焼失。北朝により再建が計画されるが、以後再建には至らなかった。
2010年に行われた発掘調査により、規模や形式が判明しつつある。 2回目の焼失について、『太平記』に檜皮葺きの屋根に延焼したと記録されている事から、京都市平安京創生館の復元模型は檜皮葺きであるが、発掘調査では塔跡から多数の瓦が出土し、創建時には瓦が葺かれていたことが分かっている。

## 跡へのアクセス
- 京都市営バス「岡崎公園美術館・平安神宮前」下車徒歩5分  「岡崎法勝寺町」下車徒歩1分
- 京都市営地下鉄東西線 「東山駅 (京都府)」下車徒歩15分　　「蹴上駅」下車徒歩15分